# Разметелево
Разметелево (рос. Разметелево) — присілок у Всеволожському районі Ленінградської області Російської Федерації.
Населення становить 2820 осіб. Належить до муніципального утворення Колтушське сільське поселення.

## Історія
Від 1 серпня 1927 року належить до Ленінградської області.

## Населення
| 2007 | 2010  | 2017  |
| ---- | ----- | ----- |
| 2830 | ↗3082 | ↘2820 |